# Saint-Laurent-sous-Coiron
Pour les articles homonymes, voir Saint-Laurent.
Saint-Laurent-sous-Coiron est une commune française, située dans le département de l'Ardèche en région Auvergne-Rhône-Alpes.

## Géographie

### Situation et description
Saint-Laurent-sous-Coiron est une petite commune à l'aspect essentiellement rural situé dans une zone de moyenne montagne et rattachée à la communauté de communes Berg et Coiron.

### Communes limitrophes
Saint-Laurent-sous-Coiron est limitrophe de six communes, toutes situées dans le département de l'Ardèche et réparties géographiquement de la manière suivante :

### Climat
Pour des articles plus généraux, voir Climat d'Auvergne-Rhône-Alpes et Climat de l'Ardèche.
En 2010, le climat de la commune est de type climat méditerranéen franc, selon une étude du CNRS s'appuyant sur une série de données couvrant la période 1971-2000. En 2020, Météo-France publie une typologie des climats de la France métropolitaine dans laquelle la commune est exposée à un climat de montagne ou de marges de montagne et est dans la région climatique Provence, Languedoc-Roussillon, caractérisée par une pluviométrie faible en été, un très bon ensoleillement (2 600 h/an), un été chaud (21,5 °C), un air très sec en été, sec en toutes saisons, des vents forts (fréquence de 40 à 50 % de vents > 5 m/s) et peu de brouillards.
Pour la période 1971-2000, la température annuelle moyenne est de 11,8 °C, avec une amplitude thermique annuelle de 17 °C. Le cumul annuel moyen de précipitations est de 1 150 mm, avec 7,1 jours de précipitations en janvier et 4,7 jours en juillet. Pour la période 1991-2020, la température moyenne annuelle observée sur la station météorologique de Météo-France la plus proche, « Mirabel Sa », sur la commune de Mirabel à 3 km à vol d'oiseau, est de 13,4 °C et le cumul annuel moyen de précipitations est de 998,1 mm,. Pour l'avenir, les paramètres climatiques de la commune estimés pour 2050 selon différents scénarios d'émission de gaz à effet de serre sont consultables sur un site dédié publié par Météo-France en novembre 2022.

## Urbanisme

### Typologie
Au 1er janvier 2024, Saint-Laurent-sous-Coiron est catégorisée commune rurale à habitat très dispersé, selon la nouvelle grille communale de densité à 7 niveaux définie par l'Insee en 2022.
Elle est située hors unité urbaine. Par ailleurs la commune fait partie de l'aire d'attraction d'Aubenas, dont elle est une commune de la couronne,. Cette aire, qui regroupe 68 communes, est catégorisée dans les aires de 50 000 à moins de 200 000 habitants,.

### Occupation des sols
L'occupation des sols de la commune, telle qu'elle ressort de la base de données européenne d’occupation biophysique des sols Corine Land Cover (CLC), est marquée par l'importance des forêts et milieux semi-naturels (76 % en 2018), une proportion identique à celle de 1990 (76 %). La répartition détaillée en 2018 est la suivante : 
milieux à végétation arbustive et/ou herbacée (54,3 %), prairies (22,4 %), forêts (21,6 %), zones agricoles hétérogènes (1,6 %), espaces ouverts, sans ou avec peu de végétation (0,1 %).
L'évolution de l’occupation des sols de la commune et de ses infrastructures peut être observée sur les différentes représentations cartographiques du territoire : la carte de Cassini (XVIIIe siècle), la carte d'état-major (1820-1866) et les cartes ou photos aériennes de l'IGN pour la période actuelle (1950 à aujourd'hui).

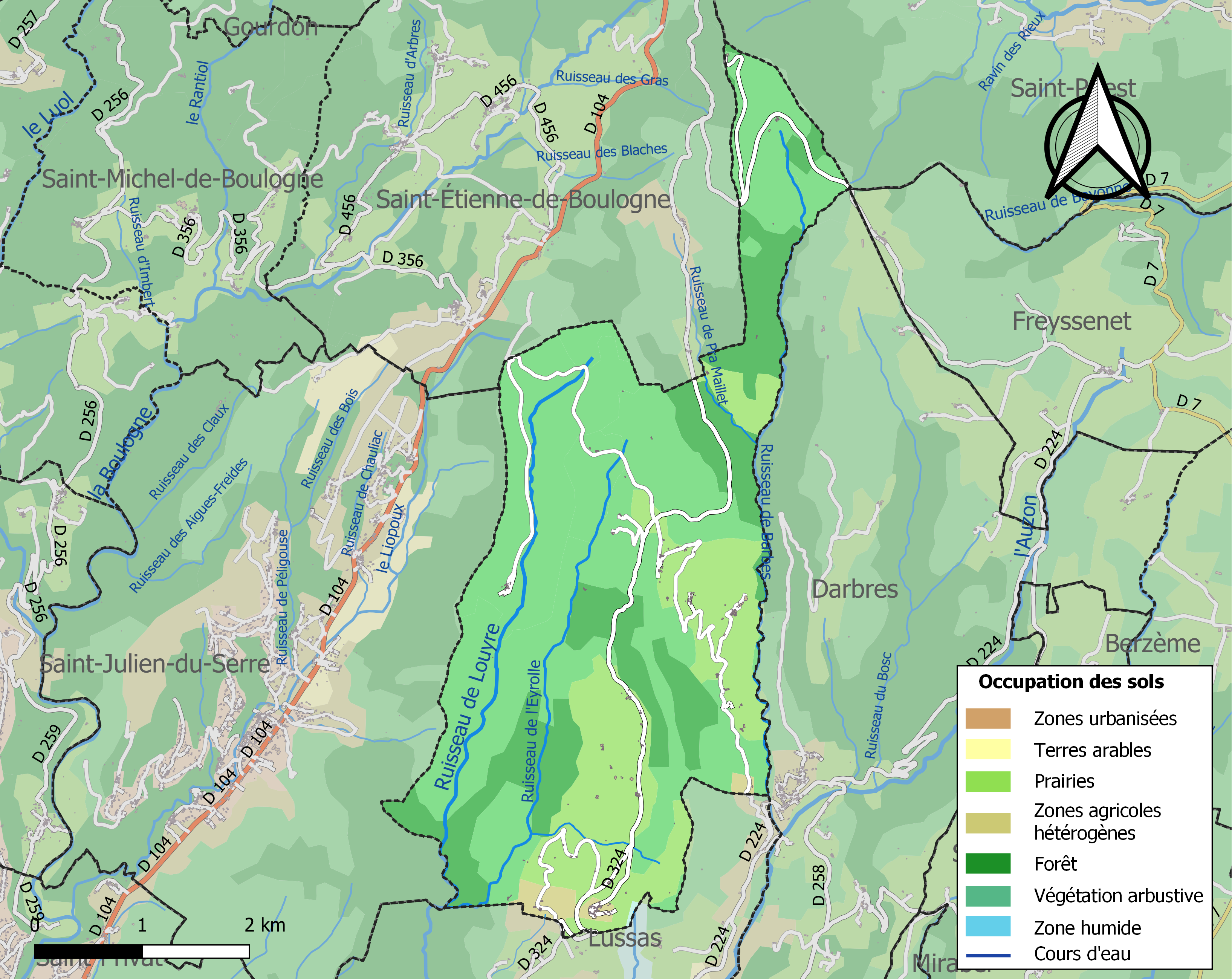
Carte des infrastructures et de l'occupation des sols de la commune en 2018 (CLC).

## Politique et administration

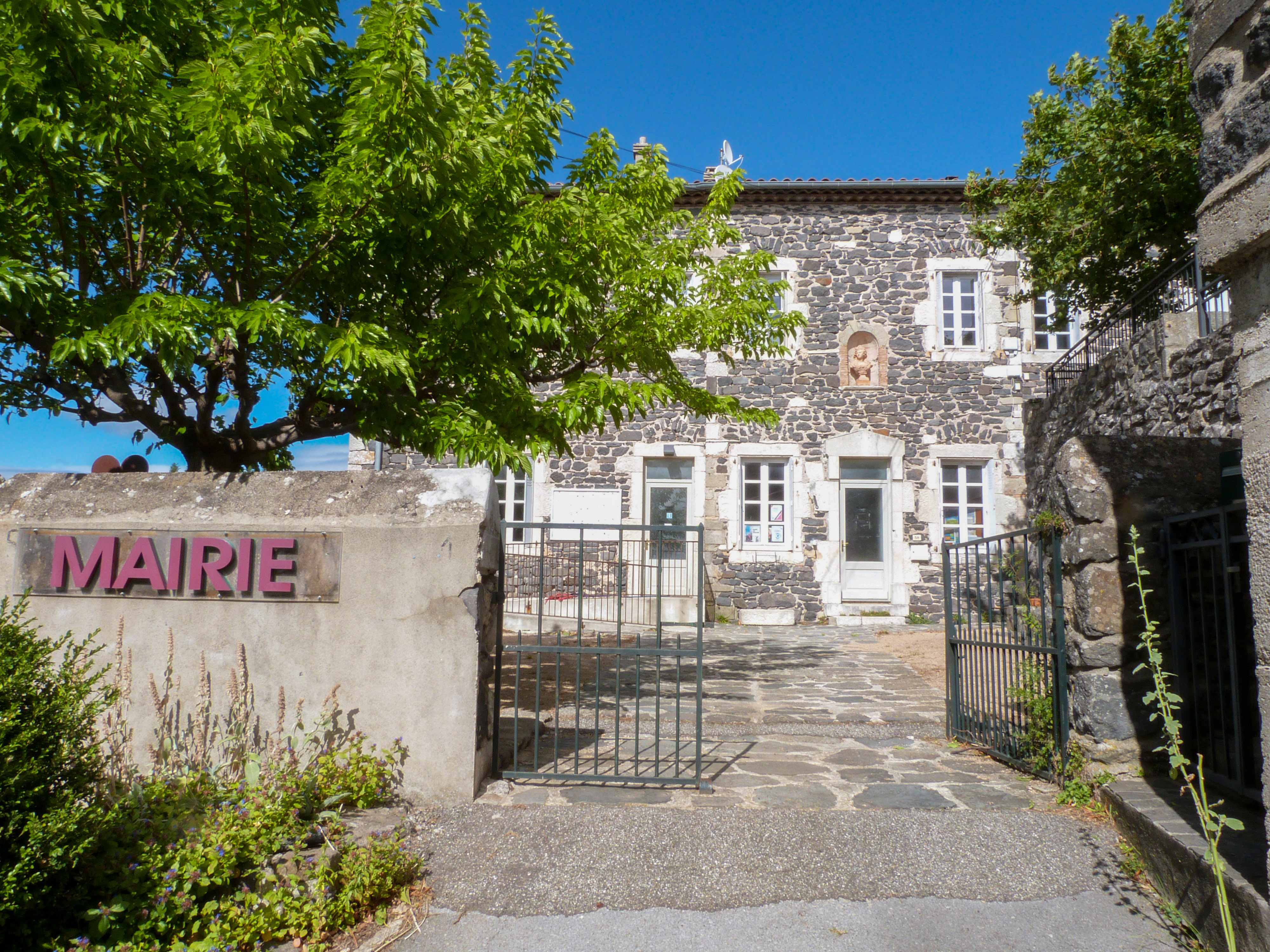
La mairie du village en août 2023.

### Liste des maires
| Période                                  | Période                   | Identité        | Étiquette | Qualité                                                         |
| ---------------------------------------- | ------------------------- | --------------- | --------- | --------------------------------------------------------------- |
| Les données manquantes sont à compléter. |                           |                 |           |                                                                 |
| mars 1971                                | mars 1977                 | Félix Ceyte     | SE        | Exploitant Agricole                                             |
| mars 1977                                | 19 octobre 2000 (décès)   | Henri Carle     | SE        | Agriculteur Gérard Rieusset assure l'intérim jusqu'en mars 2001 |
| mars 2001                                | En cours (au 6 août 2020) | Michelle Gilly, | DVG       | Professeure                                                     |

## Population et société

### Démographie
L'évolution du nombre d'habitants est connue à travers les recensements de la population effectués dans la commune depuis 1793. Pour les communes de moins de 10 000 habitants, une enquête de recensement portant sur toute la population est réalisée tous les cinq ans, les populations de référence des années intermédiaires étant quant à elles estimées par interpolation ou extrapolation. Pour la commune, le premier recensement exhaustif entrant dans le cadre du nouveau dispositif a été réalisé en 2005.

En 2022, la commune comptait 120 habitants, en évolution de +20 % par rapport à 2016 (Ardèche : +2,48 %, France hors Mayotte : +2,11 %).
| 1793 | 1800 | 1806 | 1821 | 1831 | 1836 | 1841 | 1846 | 1851 |
| ---- | ---- | ---- | ---- | ---- | ---- | ---- | ---- | ---- |
| 431  | 438  | 509  | 417  | 453  | 506  | 517  | 535  | 540  |

| 1856 | 1861 | 1866 | 1872 | 1876 | 1881 | 1886 | 1891 | 1896 |
| ---- | ---- | ---- | ---- | ---- | ---- | ---- | ---- | ---- |
| 526  | 502  | 511  | 479  | 521  | 517  | 507  | 439  | 458  |

| 1901 | 1906 | 1911 | 1921 | 1926 | 1931 | 1936 | 1946 | 1954 |
| ---- | ---- | ---- | ---- | ---- | ---- | ---- | ---- | ---- |
| 429  | 442  | 394  | 347  | 320  | 246  | 235  | 222  | 170  |

| 1962 | 1968 | 1975 | 1982 | 1990 | 1999 | 2005 | 2006 | 2010 |
| ---- | ---- | ---- | ---- | ---- | ---- | ---- | ---- | ---- |
| 137  | 112  | 92   | 120  | 115  | 132  | 137  | 134  | 110  |

| 2015 | 2020 | 2022 | - | - | - | - | - | - |
| ---- | ---- | ---- | - | - | - | - | - | - |
| 102  | 116  | 120  | - | - | - | - | - | - |

### Enseignement
La commune est rattachée à l'académie de Grenoble.

### Médias
La commune est située dans la zone de distribution de deux organes de la presse écrite :
- L'Hebdo de l'Ardèche

Il s'agit d'un journal hebdomadaire français basé à Valence et diffusé à Privas depuis 1999. Il couvre l'actualité de tout le département de l'Ardèche.
- Le Dauphiné libéré

Il s'agit d'un journal quotidien de la presse écrite française régionale distribué dans la plupart des départements de l'ancienne région Rhône-Alpes, notamment l'Ardèche. La commune est située dans la zone d'édition de Privas.

### Cultes
L'église (propriété de la commune) et la communauté catholique de Saint-Laurent-sous-Coiron sont rattachées à la paroisse catholique de « Sainte Marie de Berg et Coiron », elle même rattachée au diocèse de Viviers.

## Culture et patrimoine

### Lieux et monuments
- L'église Saint-Laurent, de style roman, date du XIIe siècle[20].
- Les ruines du château construit au XIe siècle[20].
- L'aven de la Combe Rajeau, dont l'entrée est située au nord de la commune, est la grotte la plus profonde du département (- 250 m). Accessible seulement aux spéléologues, ses galeries s'étendent sur plus de 12 km de long dont 45 km de rivière souterraine[21].

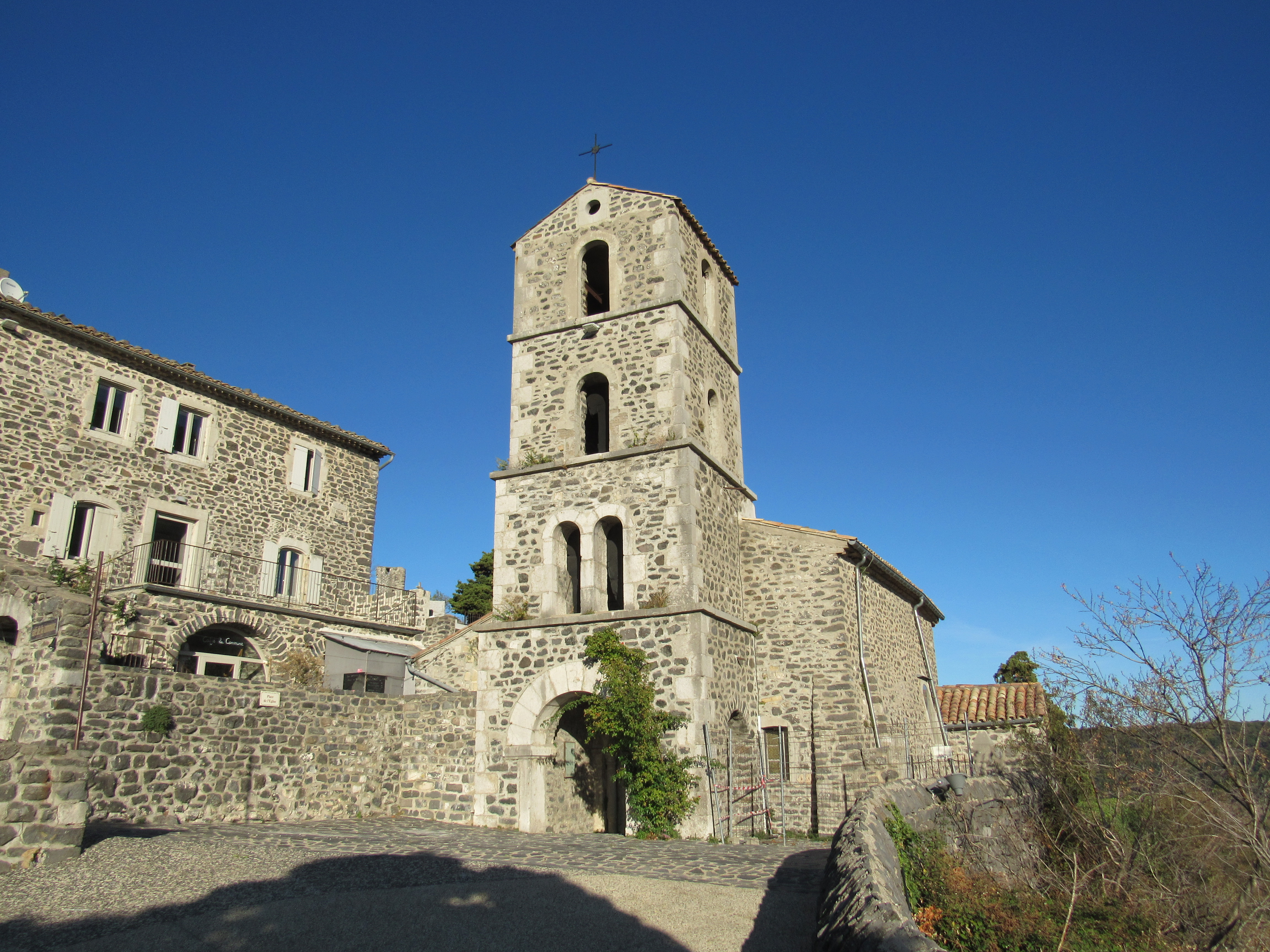
L'église du village.

### Héraldique
|  | Saint-Laurent-sous-Coiron possède des armoiries dont l'origine et le blasonnement exact ne sont pas disponibles. |